# قطعنامه ۱۷۶ شورای امنیت
قطعنامه ۱۷۶ شورای امنیت سازمان ملل متحد که در تاریخ ۰۴ اکتبر ۱۹۶۲ تصویب شد، سندی بین‌المللی دربارهٔ پذیرش اعضای جدید سازمان ملل متحد: الجزائر است. این قطعنامه طی نشست ۱۰۲۰ام با ۱۰ موافق، ۰ مخالف و ۱ ممتنع تصویب شد.